# Kościół Trójcy Świętej w Gończycach (stary)
Kościół Trójcy Świętej – rzymskokatolicki kościół filialny należący do parafii Trójcy Świętej.

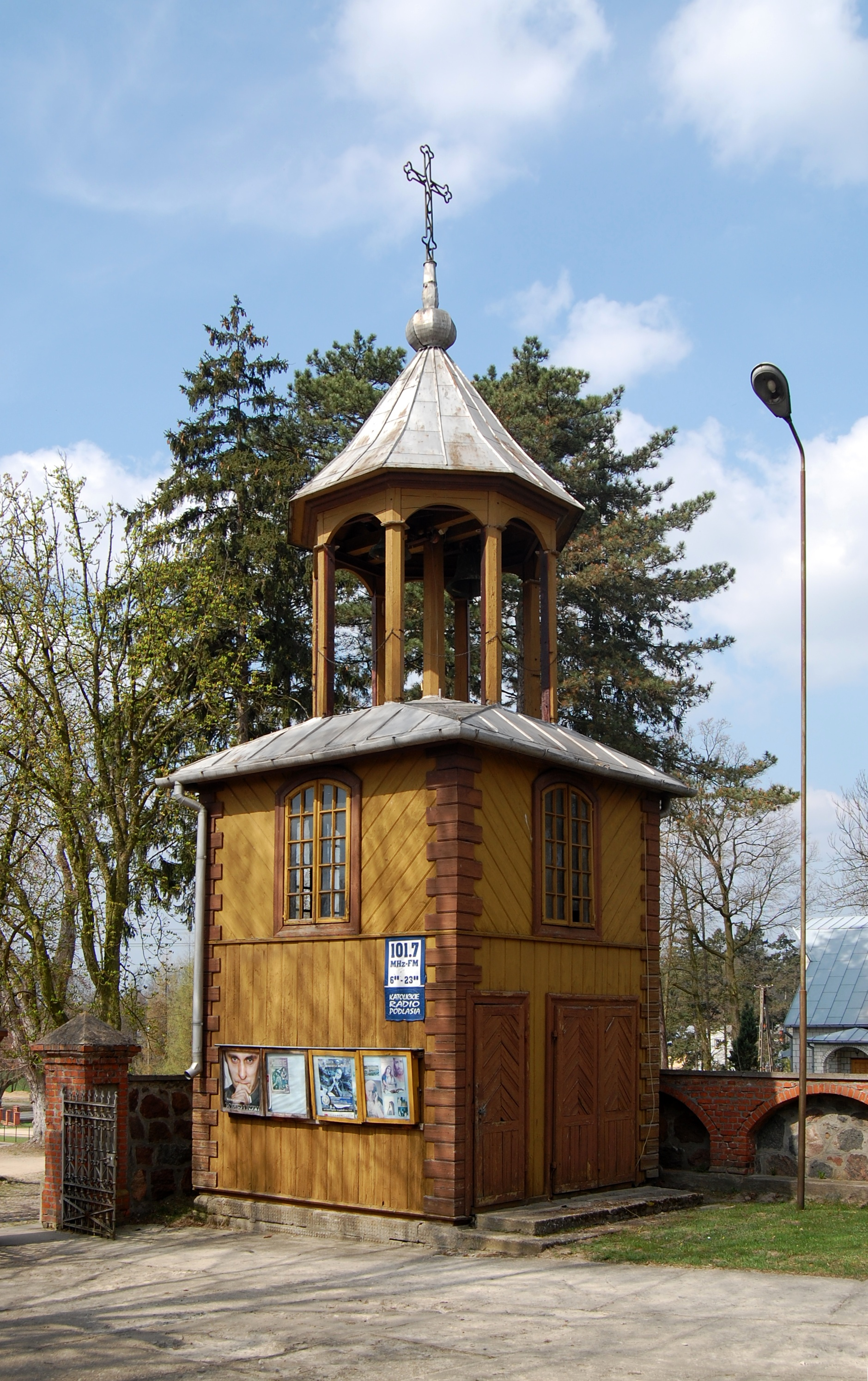
Dzwonnica

Jest to świątynia wzniesiona w 1740 roku. Wybudował ją Kazimierz Grabowski starosta trzebieszowski. Budowla była remontowana w 1864 i 1871 roku. Kościół następnie został rozbudowany w 1893 i 1934 roku – przedłużono wówczas nawę. W 1946 i 1958 roku świątynię ponownie wyremontowano.
Budowla jest drewniana, jednonawowa, posiada konstrukcję zrębową. Kościół jest orientowany. Posiada prezbiterium mniejsze w stosunku do nawy, zamknięte trójbocznie, z boku znajdują się dwie zakrystie. Świątynia posiada dach jednokalenicowy, nakryty blachą, na dachu znajduje się sześciokątna wieżyczka na sygnaturkę. Jest ona zwieńczona cebulastym blaszanym dachem hełmowym z latarnią. Wnętrze nakryte jest stropem płaskim z fasetą. Chór muzyczny jest podparty kruchtą i posiada wystawkę prostokątną w części centralnej oraz balustradę tralkową. Na belce tęczowej znajduje się krucyfiks powstały w 2 połowie XVII wieku. Wyposażenie zostało przeniesione do nowej świątyni: ołtarze w stylu rokokowym pochodzące z 1 połowy XIX wieku oraz chrzcielnica wykonana w XVIII wieku.